# 클릭 투데이
클릭 투데이는 대한민국 부산광역시, 경상남도 대표방송 KNN 파워FM(부산 99.9MHz, 기장,정관 96.3MHz, 창원 102.5MHz, 진주 105.5MHz)에서 방송해드리고 있는 퇴근길 시사정보 프로그램이다.

## 코너

### 매일 코너
- 시사 퀴즈
- 오늘의 주요뉴스 + 부산경남 뉴스

### 요일별 코너
- 월요일 : 포커스 + 주간경남 브리핑 / 경제전망
- 화요일 : 포커스 + 특파원 리포트 / 법률상담
- 수요일 : 포커스 / 정치전망
- 목요일 : 소셜 네트워크 핫이슈! / 정보뱅크
- 금요일 : 리포트 현장 취재 / 펀펀 스포츠
- 토요일 : 영화야 놀자 / 북킹토킹
- 일요일 : 클릭 사랑캠프 / 클릭 파워 인터뷰

## 특이사항
- 프로야구 시즌시(4월~11월)에는 월요일은 정상방송되며, 화요일~금요일은 프로야구 롯데(롯데 휴식일은 NC) 중계로 6시 10분까지 방송된다.(우천시 정상방송), 주말은 방송되지 않는다.(우천시에는 강영운의 트로트 쇼가 한 시간 앞당겨 8시까지 방송됨에 따라 방송되지 않는다.)

| KNN 파워FM                      |                          |                          |
| 이전                            | 클릭 투데이              | 다음                     |
| 라기오 성은진의 노래하나 얘기둘 | 클릭 투데이              | KNN 웰빙라이프           |
| 오후 4시 ~ 오후 6시             | 오후 6시 ~ 오후 6시 50분 | 오후 6시 50분 ~ 오후 7시 |
|                                 |                          |                          |